# Zac Incerti
Zac Incerti (Broome, 13 juli 1996) is een Australische zwemmer. Hij vertegenwoordigde zijn vaderland op de Olympische Zomerspelen 2020 in Tokio.

## Carrière
Bij zijn internationale debuut, op de wereldkampioenschappen zwemmen 2017 in Boedapest, strandde Incerti in de series van de 100 meter rugslag. Op de 4×100 meter vrije slag werd hij samen met Jack Cartwright, Cameron McEvoy en Alexander Graham gediskwalificeerd in de finale. Samen met Louis Townsend, Brianna Throssell en Madison Wilson zwom hij in de series van de gemengde 4×100 meter vrije slag, in de finale eindigden Townsend en Wilson samen met Alexander Graham en Brittany Elmslie op de achtste plaats.
Op de Gemenebestspelen 2018 in Gold Coast veroverde de Australiër de bronzen medaille op de 50 meter rugslag.
Tijdens de Olympische Zomerspelen van 2020 in Tokio sleepte hij samen met Matthew Temple, Alexander Graham en Kyle Chalmers de bronzen medaille in de wacht op de 4×100 meter vrije slag. Op de 4×200 meter vrije slag legde hij samen met Alexander Graham, Kyle Chalmers en Thomas Neill beslag op de bronzen medaille.

## Internationale toernooien
| Jaar | Olympische Spelen                         | WK langebaan                                                                                     | WK kortebaan                              | PanPacs                                   | Gemenebestspelen                          |
| ---- | ----------------------------------------- | ------------------------------------------------------------------------------------------------ | ----------------------------------------- | ----------------------------------------- | ----------------------------------------- |
| 2017 |                                           | 20e 100m rugslag DSQ 4×100m vrije slag 8e 4×100m vrije slag gemengd Incerti zwom enkel de series |                                           |                                           |                                           |
| 2018 |                                           |                                                                                                  | geen deelname                             | geen deelname                             | 50m rugslag                               |
| 2019 |                                           | geen deelname                                                                                    |                                           |                                           |                                           |
| 2020 | Geen toernooien vanwege de coronapandemie | Geen toernooien vanwege de coronapandemie                                                        | Geen toernooien vanwege de coronapandemie | Geen toernooien vanwege de coronapandemie | Geen toernooien vanwege de coronapandemie |
| 2021 | 4×100m vrije slag · 4×200m vrije slag     |                                                                                                  | 13-18 december                            |                                           |                                           |

## Persoonlijke records
Bijgewerkt tot en met 15 juni 2021
Kortebaan
| Afstand         | Tijd    | Datum            | Plaats    |
| --------------- | ------- | ---------------- | --------- |
| 100m vrije slag | 48,09   | 26 november 2020 | Melbourne |
| 200m vrije slag | 1.45,86 | 27 november 2020 | Melbourne |
| 50m rugslag     | 24,58   | 26 november 2020 | Melbourne |
| 100m rugslag    | 52,39   | 26 november 2020 | Melbourne |

Langebaan
| Afstand         | Tijd    | Datum         | Plaats    |
| --------------- | ------- | ------------- | --------- |
| 100m vrije slag | 48,51   | 15 juni 2021  | Adelaide  |
| 200m vrije slag | 1.46,18 | 13 juni 2021  | Adelaide  |
| 50m rugslag     | 24,97   | 3 maart 2018  | Southport |
| 100m rugslag    | 53,95   | 11 april 2017 | Brisbane  |